# Том Гіддлстон
То́мас Ві́льям Гі́ддлстон (англ. Thomas William Hiddleston; нар. 9 лютого 1981 року, Лондон, Велика Британія) — англійський актор. У 2011 зіграв роль Локі у фільмі «Тор».

## Біографія
Народився 9 лютого 1981 р. у Вестмінстері (Лондон, Велика Британія). Він навчався у школі Дракона в Оксфорді та в Ітонському коледжі поблизу Віндзора у Беркширі, де жив у домі Дурнфорд. У Кембриджі, де він теж отримував освіту, Том брав участь у постановці «Трамвай „Бажання“». У 2005 р. Гіддлстон закінчив престижну Королівську академію драматичного мистецтва.

## Кар'єра
Свою першу роль Том виконав у телефільмі «Життя і пригоди Ніколаса Нікльбі» (2001). Його наступні роботи теж були пов'язані з телебаченням: «Змова» (2001), «Черчіль» (2002) з Альбертом Фінні та Ванесою Редгрейв, «Загадка сонетів Шекспіра» (2005), кілька серіалів.
Першу велику роль актор також зіграв у телефільмі — в «Міс Остін шкодує» (2007). У 2008 р. Гіддлстона номінували на премію Лоренса Олів'є у категорії «Найкращий дебют», і він отримав цю нагороду. Запрошення від компанії «Марвел» стало для Тома великим проривом на кіноекран.

### Участь у фільмі«Тор»
Довгий час кіномани вважали, що роль головного противника Тора, бога Локі, отримає Джим Керрі — можливо, через те, що цей актор вже має на своєму рахунку успішну роль лиходія у кінокоміксі (Ріддлер у «Бетмені назавжди»), а також тому, що в «Масці» у головного героя час від часу вселявся саме дух Локі. Однак режисер «Тора» Кеннет Брана мав особисту думку з цього приводу: він взяв на роль свого приятеля і театрального колегу Гіддлстона. Разом вони раніше знімались у телесеріалі «Валандер» (за мотивами детективів шведського письменника Хеннінга Манкеля) і грали на лондонській сцені у п'єсі «Іванов». Спочатку Том хотів грати Тора, проте постановник переконав його, що з нього вийде чудовий лиходій. Гіддлстон каже, що «вирішив грати Локі, як Едмонда з „Короля Ліра“, тільки ще підступніше. Локі володіє прийомами чорної магії, може міняти зовнішність, перетворювати хмари на драконів». Актору також довелося тренуватися і сидіти на дієті: він був змушений радикально схуднути, щоб у нього було хиже обличчя. Разом з Брана вони вирішили, що бійцівський стиль Локі буде прямо протилежний стилю Тора, тому Гіддлстон вивчав бразильське бойове мистецтво капоейра, яке нагадує танець. В 2016 році, в інтерв'ю The Daily Beast він зізнався, що в останній раз виконає роль Локі у фільмі «Тор 3: Рагнарок», котрий вийде на екрани кінотеатрів в листопаді 2017 року.

## Особисте життя
2009 року зустрічався з Сюзанною Філдінг. А у 2012 та 2013 році ходили чутки про те, що Том зустрічається з Джессікою Честейн, але через певний час Джессіка спростувала це. В липні 2016 року стало відомо про роман 35-річного Тома Хіддлстона і 27-річної співачки Тейлор Свіфт. Але восени пройшли чутки про розбіжності пари, а в вересні представники актора і співачки заявили про їх розставання. За словами Тома, вони зі Свіфт залишилися у дружніх відносинах.
Актор у своєму інтерв'ю LA Times в червні 2022 року, підтвердив, що побрався з 37-річною акторкою Заві Ештон, з якою він зустрічається з 2019 року.

## Фільмографія

### Кінофільми
| Рік  |     | Українська назва                  | Оригінальна назва                 | Роль                      |
| ---- | --- | --------------------------------- | --------------------------------- | ------------------------- |
| 2007 | ф   | Чужа                              | Unrelated                         | Оуклі                     |
| 2010 | ф   | Архіпелаг                         | Archipelago                       | Едвард                    |
| 2011 | ф   | Тор                               | Thor                              | Локі Лафейсон             |
| 2011 | ф   | Опівночі в Парижі                 | Midnight in Paris                 | Френсіс Скотт Фіцджеральд |
| 2011 | ф   | Глибоке синє море                 | The Deep Blue Sea                 | Фредді Пейдж              |
| 2011 | ф   | Бойовий кінь                      | War Horse                         | капітан Ніколс            |
| 2012 | ф   | Месники                           | The Avengers                      | Локі                      |
| 2013 | ф   | Виживуть тільки коханці           | Only Lovers Left Alive            | Адам                      |
| 2013 | ф   | Тор 2: Царство темряви            | Thor: The Dark World              | Локі                      |
| 2013 | ф   | Виставка                          | Exhibition                        | Джеймі Макміллан          |
| 2014 | ф   | Маппети 2                         | Muppets Most Wanted               | Великий Ескапо (камео)    |
| 2014 | мф  | Феї: Таємниця піратського острова | The Pirate Fairy                  | Джеймс (голос)            |
| 2015 | ф   | Месники: Ера Альтрона             | Avengers: Age of Ultron           | Локі (видалена сцена)     |
| 2015 | док | Єдність                           | Unity                             | оповідач                  |
| 2015 | ф   | Багряний пік                      | Crimson Peak                      | Томас Шарп                |
| 2015 | ф   | Висотка                           | High-Rise                         | доктор Роберт Ленг        |
| 2015 | ф   | Я бачив світло                    | I Saw the Light                   | Генк Вільямс              |
| 2017 | ф   | Конг: Острів Черепа               | Kong: Skull Island                | капітан Джеймс Конрад     |
| 2017 | ф   | Тор: Раґнарок                     | Thor: The Dark World              | Локі                      |
| 2018 | мф  | Дикі предки                       | Early Man                         | Лорд Нут (голос)          |
| 2018 | ф   | Месники: Війна нескінченності     | Avengers: Infinity War            | Локі                      |
| 2019 | ф   | Месники: Завершення               | Avengers: Endgame                 | Локі (архівні кадри)      |
| 2023 | ф   | Людина-мураха та Оса: Квантоманія | Ant-Man and the Wasp: Quantumania | Локі (камео)              |
| 2024 | ф   | Життя Чака                        | The Life of Chuck                 | Чарльз «Чак» Крантц       |
| 2026 | ф   | Месники: Судний день              | Avengers: Doomsday                | Локі                      |

### Телебачення
| Рік       |    | Українська назва                | Оригінальна назва                            | Роль                                                    |
| --------- | -- | ------------------------------- | -------------------------------------------- | ------------------------------------------------------- |
| 2001      | тф | Життя і пригоди Ніколаса Ніклбі | The Life and Adventures of Nicholas Nickleby | Лорд                                                    |
| 2001      | тф | Змова                           | Conspiracy                                   | оператор                                                |
| 2001      | с  | Броненосець                     | Armadillo                                    | Тобі (Епізод: «#1.3»)                                   |
| 2002      | тф | Черчиль                         | The Gathering Storm                          | Рендольф Черчилль                                       |
| 2005      | тф | Загадка сонетів Шекспіра        | A Waste of Shame                             | Джон Холл                                               |
| 2006      | с  | Герої хреста Вікторії           | Victoria Cross Heroes                        | капітан Джек Рендлі (Епізод: «The Modern Age»)          |
| 2006      | с  | Ґалапаґоси                      | Galápagos                                    | Чарлз Дарвін (Епізод: «#1.2»)                           |
| 2007      | с  | Катастрофа                      | Casualty                                     | Кріс Вон (Епізод: «The Killing Floor»)                  |
| 2008      | тф | Міс Остін шкодує                | Miss Austen Regrets                          | Джон Пембертон Пламптрі                                 |
| 2008—2010 | с  | Валландер                       | Wallander                                    | Магнус Мартінссон (сезони 1-2)                          |
| 2009      | с  | Повернення до Кренфорда         | Return to Cranford                           | Вільям Бакстон (2 епізоди)                              |
| 2012      | с  | Порожня корона                  | The Hollow Crown                             | Принц Хел, Генріх V (3 епізоди)                         |
| 2012      | мс | Робоцип                         | Robot Chicken                                | Лоракс (Епізод: «Butchered in Burbank»)                 |
| 2013      | мс | Сім'янин                        | Family Guy                                   | статуя Гріффіна (Епізод: «No Country Club for Old Men») |
| 2014      | с  | Топ Ґір                         | Top Gear                                     | гість (21 сезон, 2-й епізод)                            |
| 2016—2025 | с  | Нічний адміністратор            | The Night Manager                            | Джонатан Пайн (6 епізодів)                              |
| 2020—2021 | с  | Кольори нічної планети          | Earth at Night in Color                      | оповідач (документальний)                               |
| 2021—2023 | с  | Локі                            | Loki                                         | Локі (2 сезони)                                         |
| 2021      | с  | Marvel Studios: Загальний збір  | Marvel Studios: Assembled                    | в ролі себе (2 епізоди)                                 |
| 2021—2024 | мс | А що як...?                     | What If…?                                    | Локі (6 епізодів)                                       |
| 2022      | с  | Змій в Ессексі                  | The Essex Serpent                            | Вілл Ренсом (6 епізодів)                                |

## Нагороди та номінації
У 2008 р. Гіддлстона номінували на премію Лоренса Олів'є у категорії «Найкращий дебют», і він отримав цю нагороду.